# Drapeau de la Haute-Volta

Drapeau de la Haute-Volta (Ratio 2:3)

Le drapeau de la Haute-Volta était composé de trois bandes horizontales noir, blanc et rouge. 

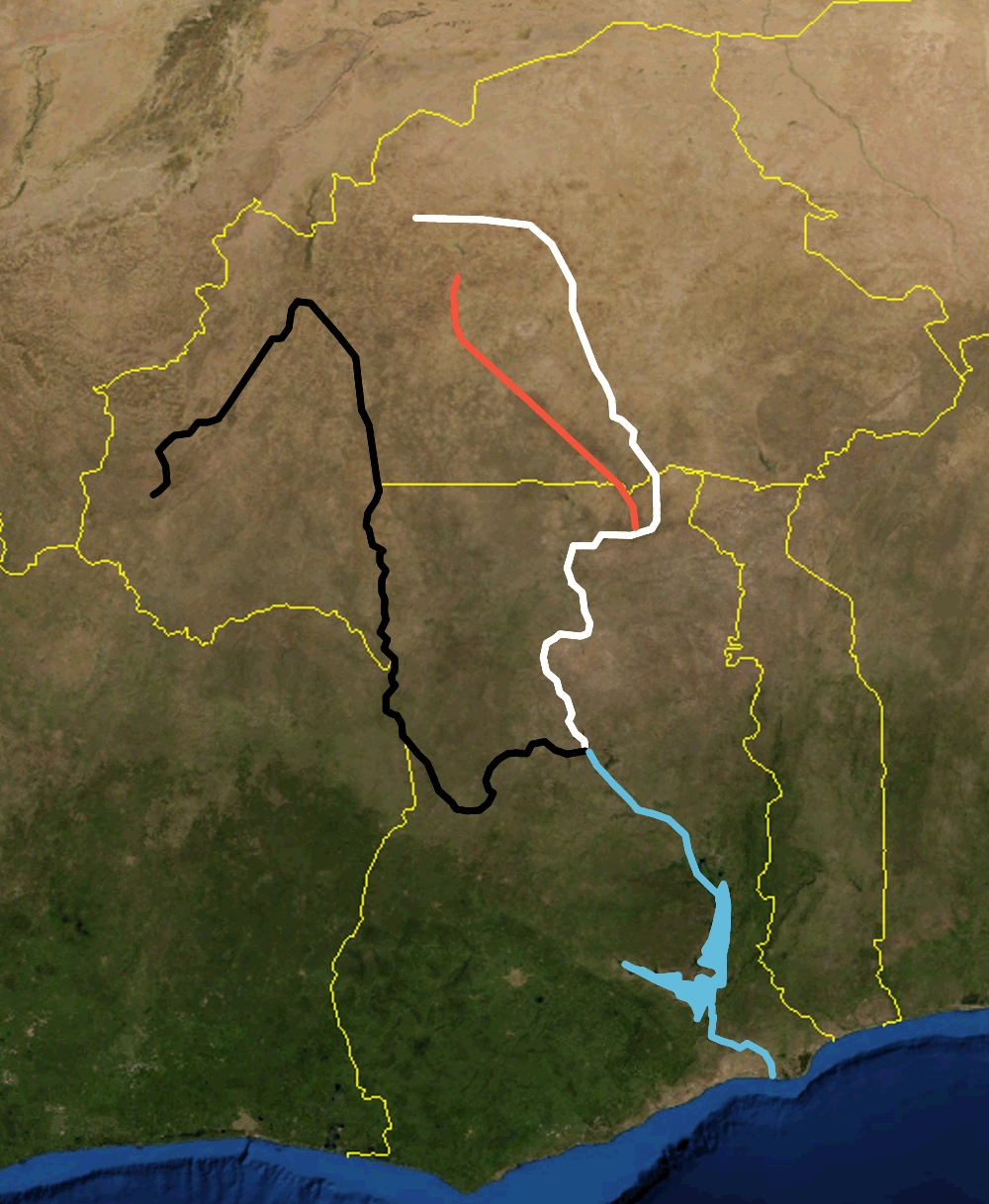
Les quatre Volta : Volta Noire, Volta Rouge, Volta Blanche et Volta

Celles-ci représentent les trois affluents du fleuve Volta qui irrigue le pays, la Volta Noire, la Volta Blanche et la Volta Rouge.
Il fut adopté au moment de l’indépendance en août 1960 et conservé jusqu’en août 1984, lorsque la Haute-Volta devint le Burkina Faso.
Il est similaire au drapeau de l’Empire allemand utilisé de 1870 à 1918.

2:3   Drapeau de l’Empire allemand (1871-1918)
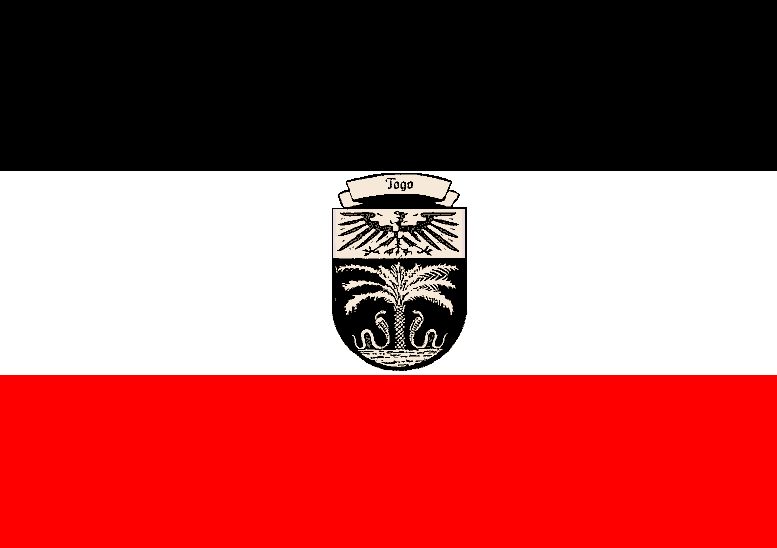
Drapeau du Togoland jusqu'en 1914, colonie allemande voisine de la Haute-Volta